# Chute du Voile de la Mariée (vallée de Yosemite)
Pour les articles homonymes, voir Bridal Veil et Voile de la Mariée.
La chute du Voile de la Mariée, en anglais Bridalveil Fall, est une chute d'eau qui se jette dans la vallée de Yosemite en Californie. Elle mesure environ 189 mètres de hauteur, ce qui en fait la 431e plus grande du monde. Elle coule toute l'année, mais elle est la plus belle à la fin du printemps et au début de l'été, lorsqu'elle est alimentée par les eaux de fonte. Elle occupe le fond d'une vallée suspendue. Son nom, chute d'eau du voile de la mariée, évoque sa légèreté et ses mouvements lorsque le vent souffle.

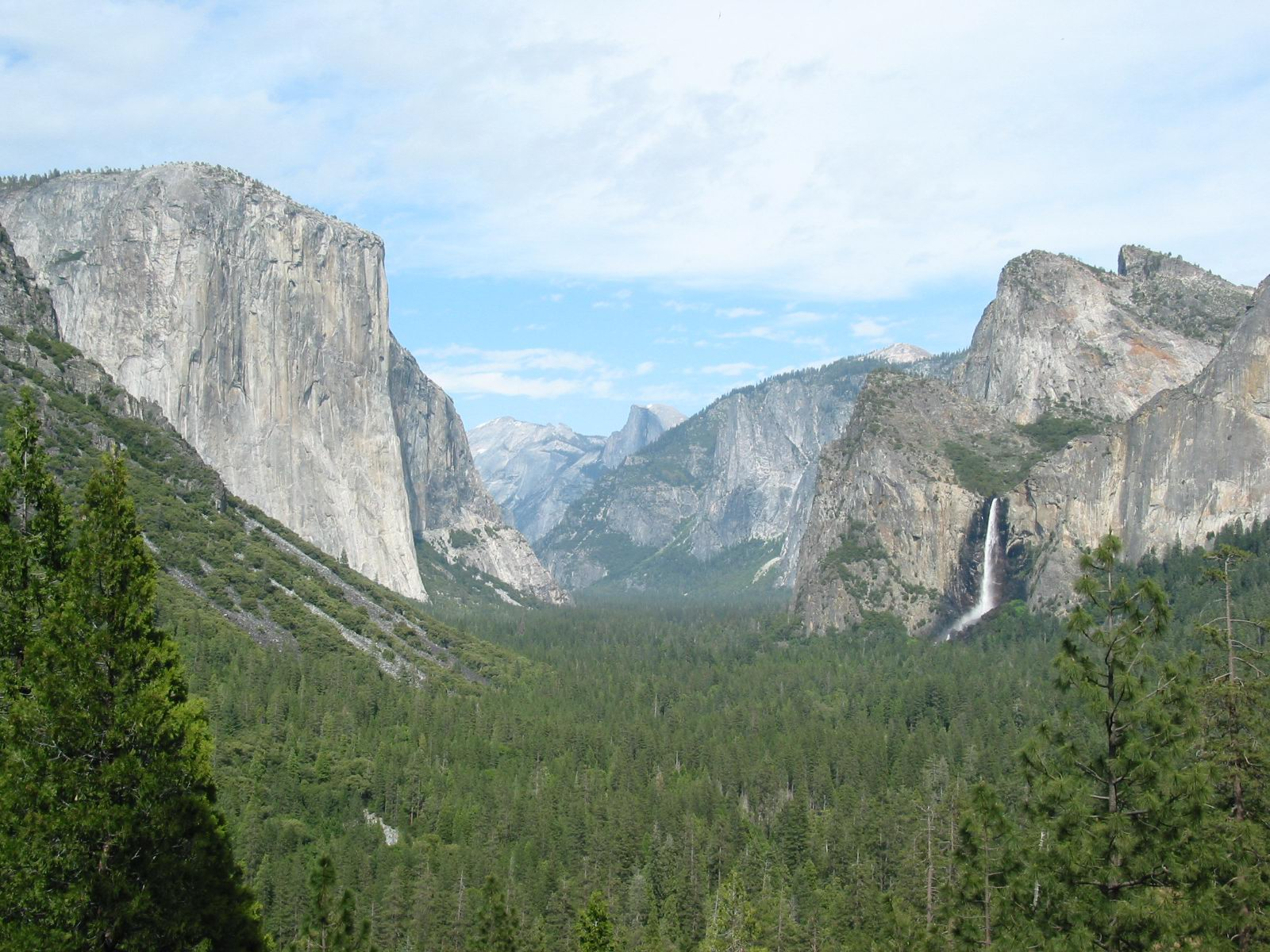
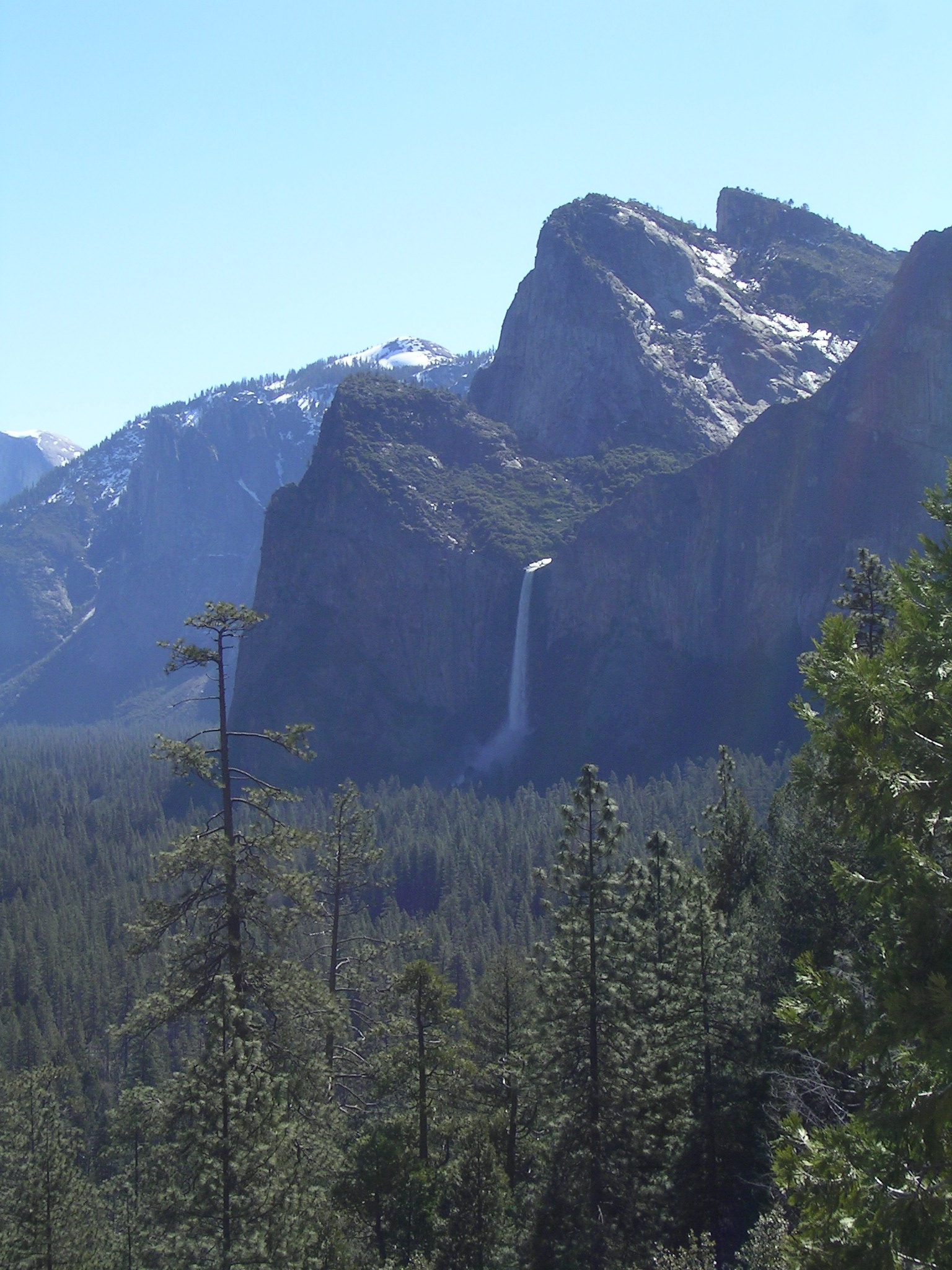
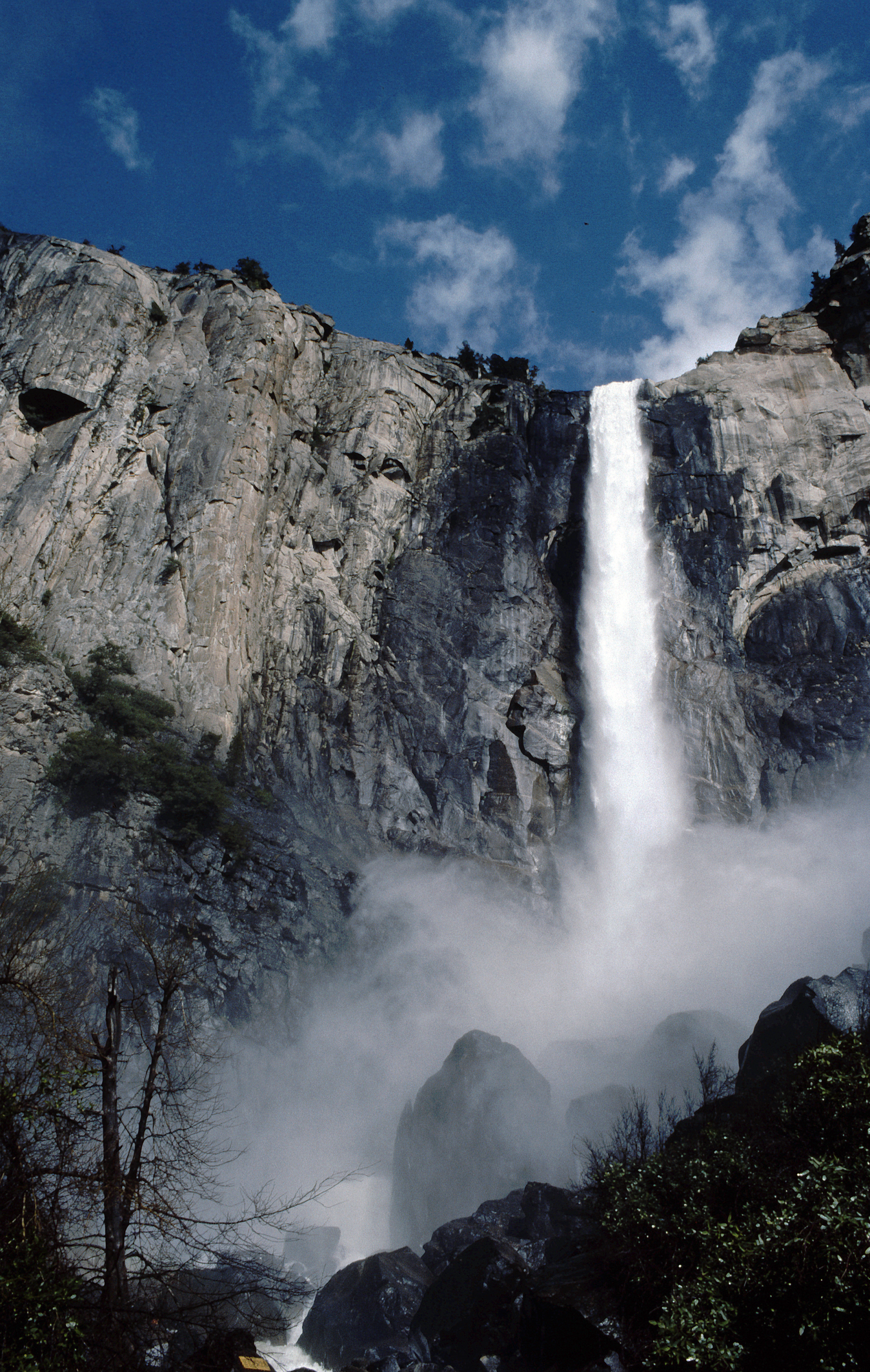